# Vide-poche
Ein Vide-poche [vidpɔʃ] ist eine Ablageschale. Der Begriff stammt aus dem Französischen und bedeutet so viel wie leere Tasche. Insbesondere im Herkunftsland Frankreich gilt das Vide-poche als Klassiker der Alltagskultur. Teilweise wird auch der Begriff Taschenleerer verwendet.

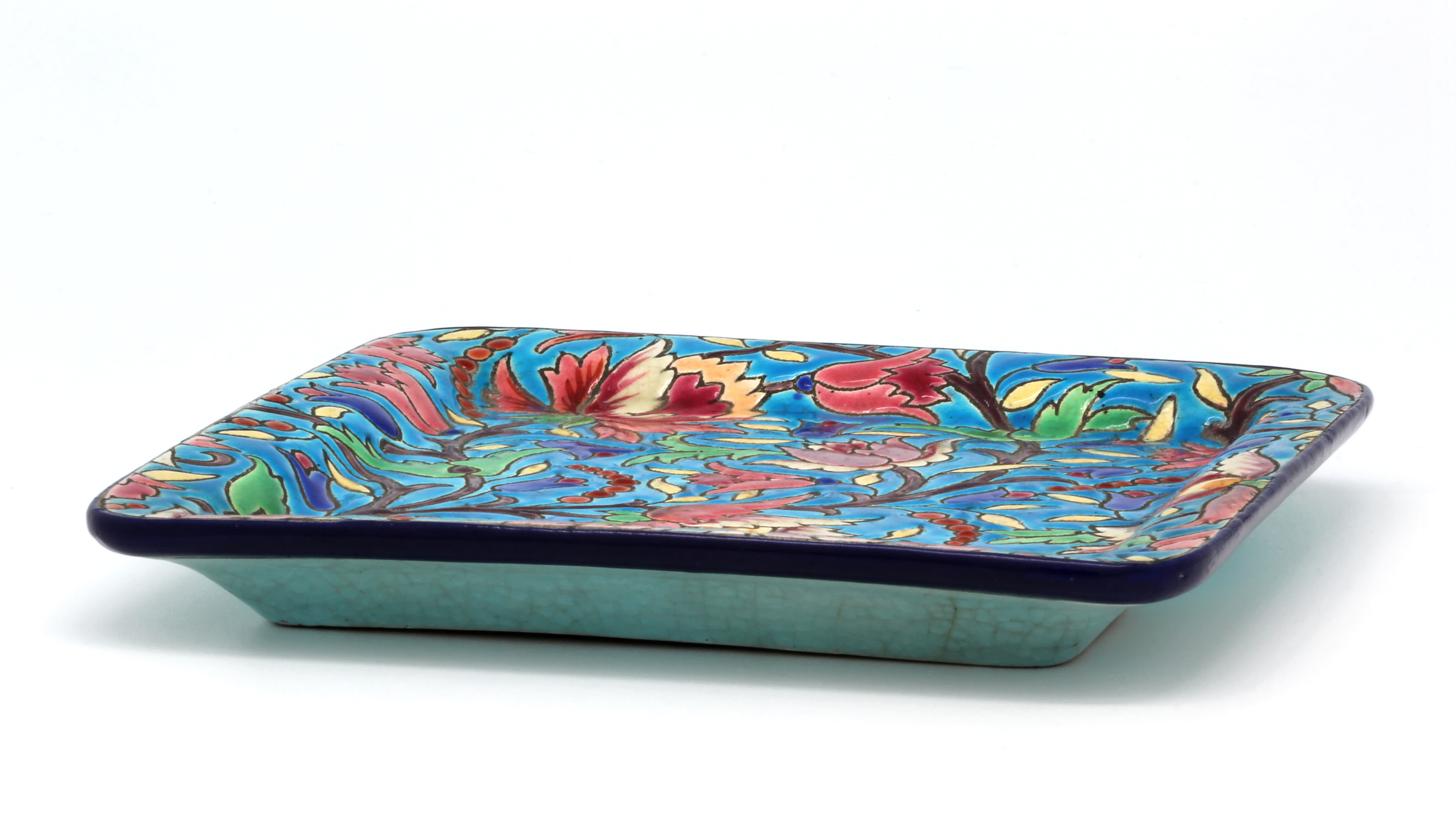
Vide-poche aus Emaille der Stadt Longwy

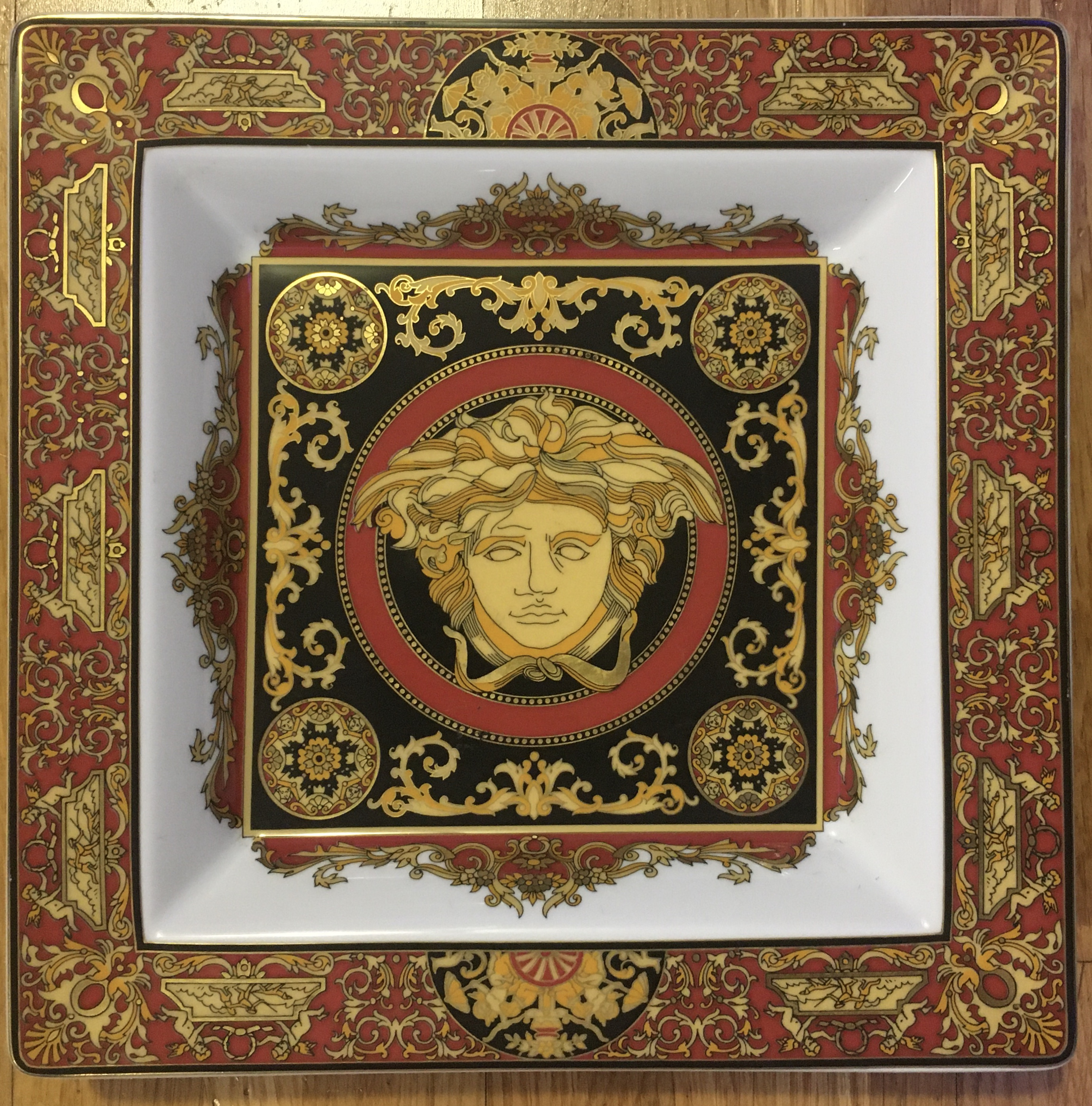
Großformatiger (22 cm × 22 cm) Vide-poche von Versace, hergestellt von Rosenthal

## Geschichte
Der Vide-poche (Mehrzahl: Vide-poches) ist ursprünglich ein kleiner Schlafzimmertisch gewesen, dessen Platte von einem Rand umgeben war. Er diente während der Nacht zur Ablage aller Dinge, die ein Herr in seinen Anzugs- oder Rocktaschen mit sich trug – das Tischchen stand bisweilen abseits des Bettes. Es kam in Frankreich um das Jahr 1720 auf; das französische Wort Vide-poche ist seit 1749 belegt. In der Folge wurde die Bezeichnung auch für Schmuckkästchen oder Schmuckschalen angewandt.

## Heutige Verwendung
Bei dem Vide-poche handelt es sich heute um eine Ablageschale, die für die verschiedensten Alltagsgegenstände genutzt wird. Häufig werden die Schalen in Eingangsbereiche oder auf Tische gestellt. Ausführungen gibt es in verschiedenen Materialien. Bekannte Porzellanhersteller wie etwa die französischen Hersteller aus Limoges, Meissener Porzellan oder die Königliche Porzellan-Manufaktur Berlin bieten derartige Schalen als Luxusartikel an.